# Lista de parques estaduais do Texas
Lista de parques estaduais, áreas naturais e lugares históricos do Texas, Estados Unidos, sob a jurisdição do Texas Parks and Wildlife Department.

## 0–9
Sem registro.

## A
- Parque Estadual Abilene
- Parque Estadual Atlanta

## B
| - Barrington Living History Farm at Washington-on-the-Brazos - Barton Warnock Environmental Education Center - Battleship TEXAS State Historic Site - Parque Estadual Balmorhea - Parque Estadual Bastrop - Parque Estadual Bentsen-Rio Grande Valley - Parque Estadual Big Bend Ranch | - Parque Estadual Big Spring - Parque Estadual Blanco - Parque Estadual Boca Chica - Parque Estadual Bonham - Parque Estadual Brazos Bend - Parque Estadual Buescher |

## C

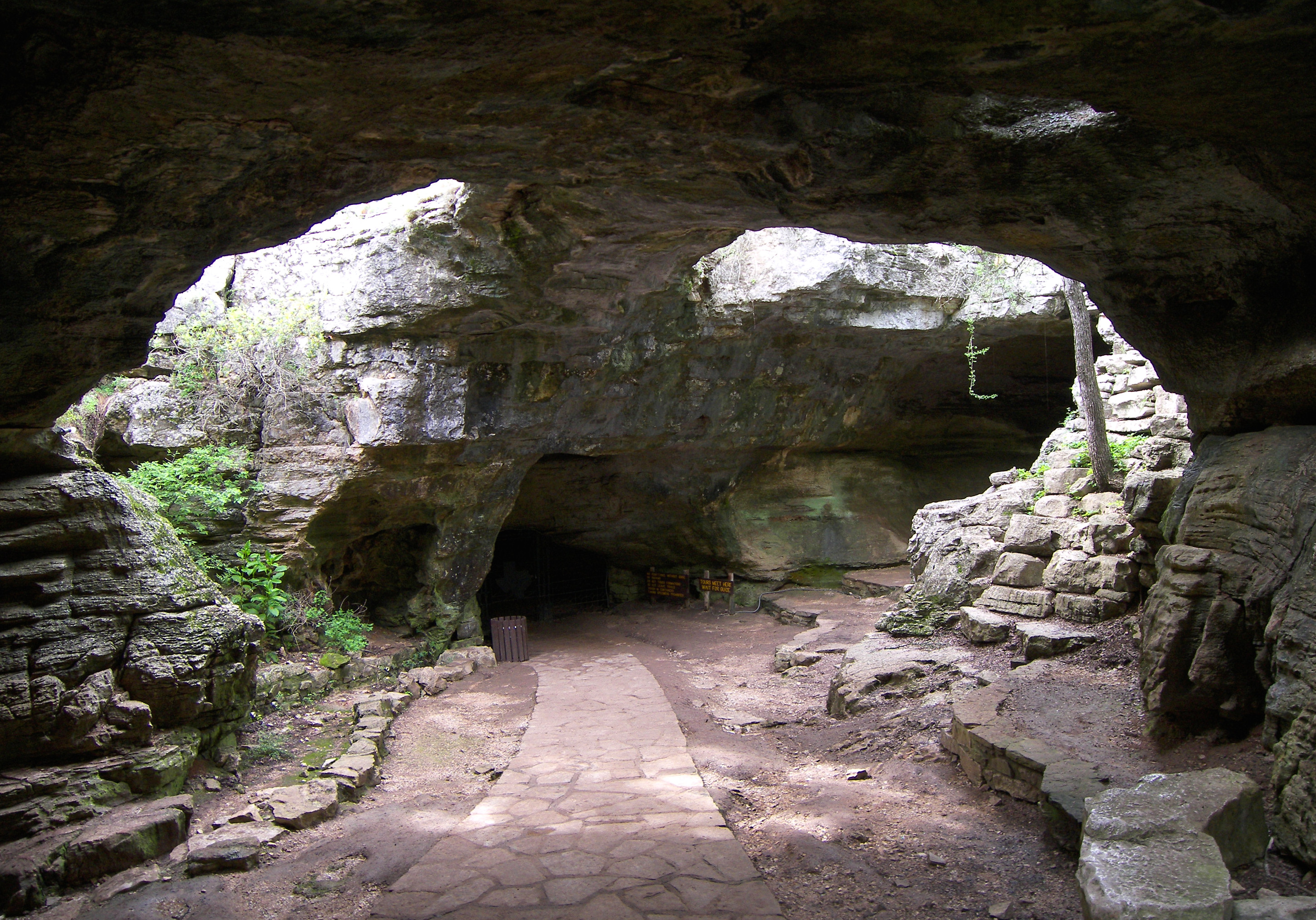
Entrada da caverna no Parque Estadual Caverna Longhorn.

| - Parque Estadual Cânion Caprock e Trailway - Parque Estadual Cânion Choke - inclui Unidade de Calliham e Unidade de South Shore - Parque Estadual Cânion Palo Duro - Parque Estadual Cânion Seminole e Historic Site - Parque Estadual Caverna Kickapoo - uso limitado | - Parque Estadual Caverna Longhorn - Parque Estadual Cedar Hill - Parque Estadual Cleburne - Parque Estadual Colorado Bend - Parque Estadual Copper Breaks |

## D
- Devils River State Natural Area - uso limitado
- Devil's Sinkhole State Natural Area - acesso através de pedido especial
- Parque Estadual Daingerfield
- Parque Estadual Davis Mountains
- Parque Estadual Dinosaur Valley

## E
- Enchanted Rock State Natural Area
- Parque Estadual Eisenhower
- Parque Estadual Estero Llano Grande

## F

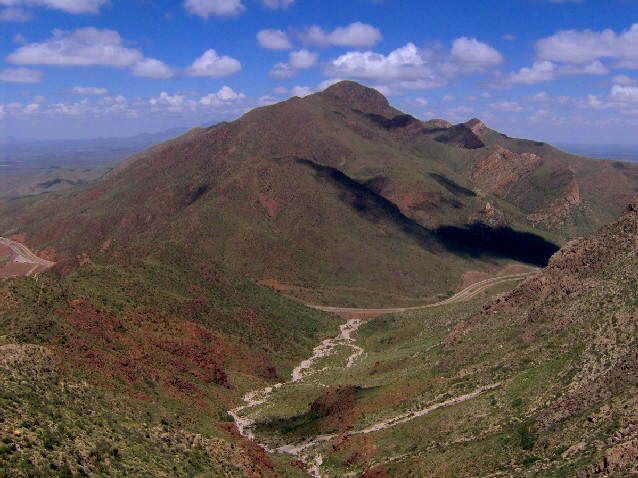
North Franklin Mountain no Parque Estadual Franklin Mountains.

| - Fanthorp Inn State Historic Site - Fort Leaton State Historic Site - Parque Estadual Fort Boggy - Parque Estadual Falcon State | - Parque Estadual Fort Parker - Parque Estadual Fort Richardson e Historic Site - Parque Estadual Franklin Mountains |

## G
- Government Canyon State Natural Area
- Parque Estadual Galveston Island
- Parque Estadual Garner
- Parque Estadual Goliad
- Parque Estadual Goose Island

## H

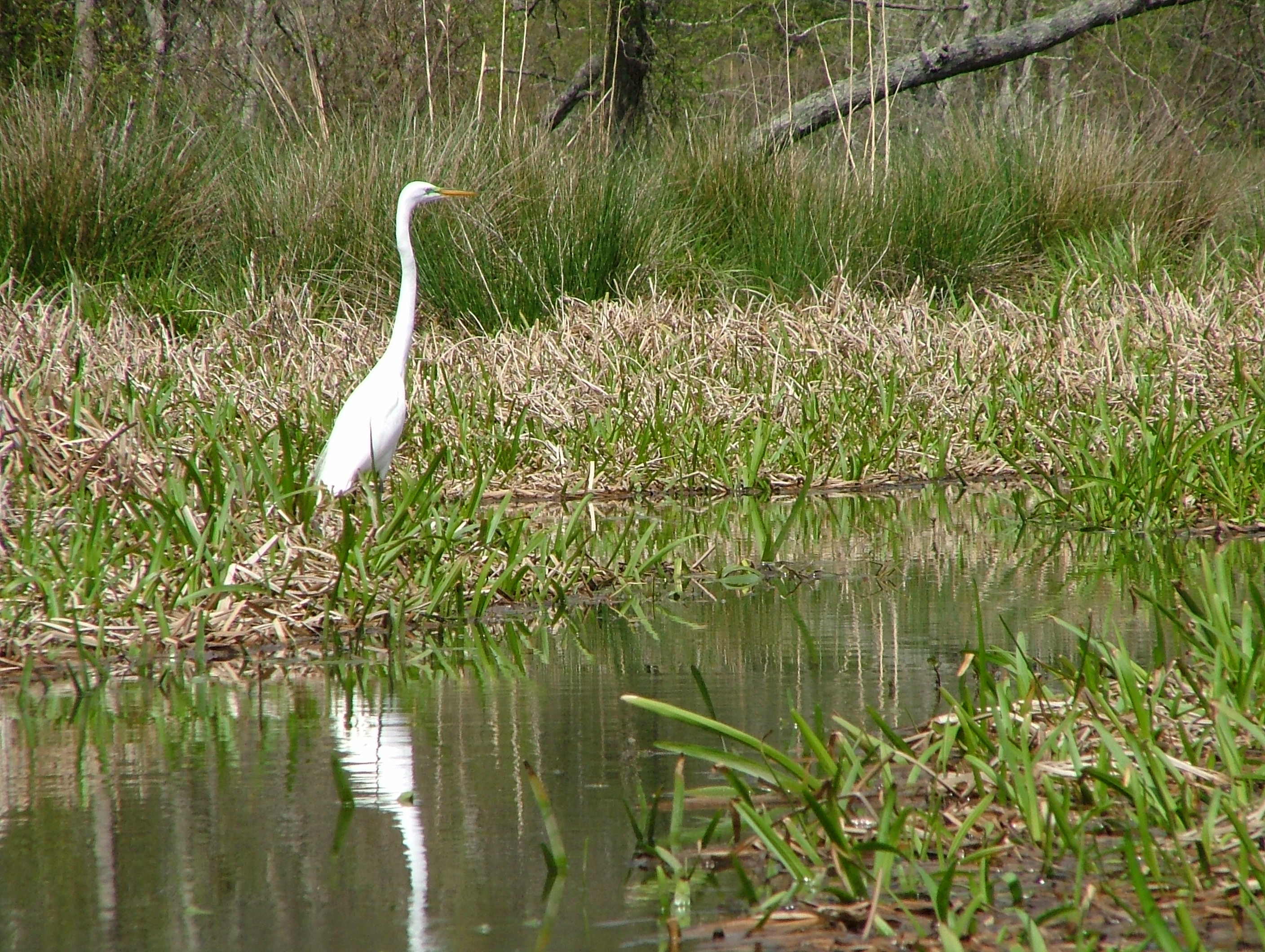
Garça no Lago Raven no Parque Estadual Huntsville.

- Hill Country State Natural Area
- Honey Creek State Natural Area
- Hueco Tanks State Historic Site
- Parque Estadual Huntsville

## I
- Indian Lodge

## J
Sem registro.

## K
- Kreische Brewery State Historic Site

## L

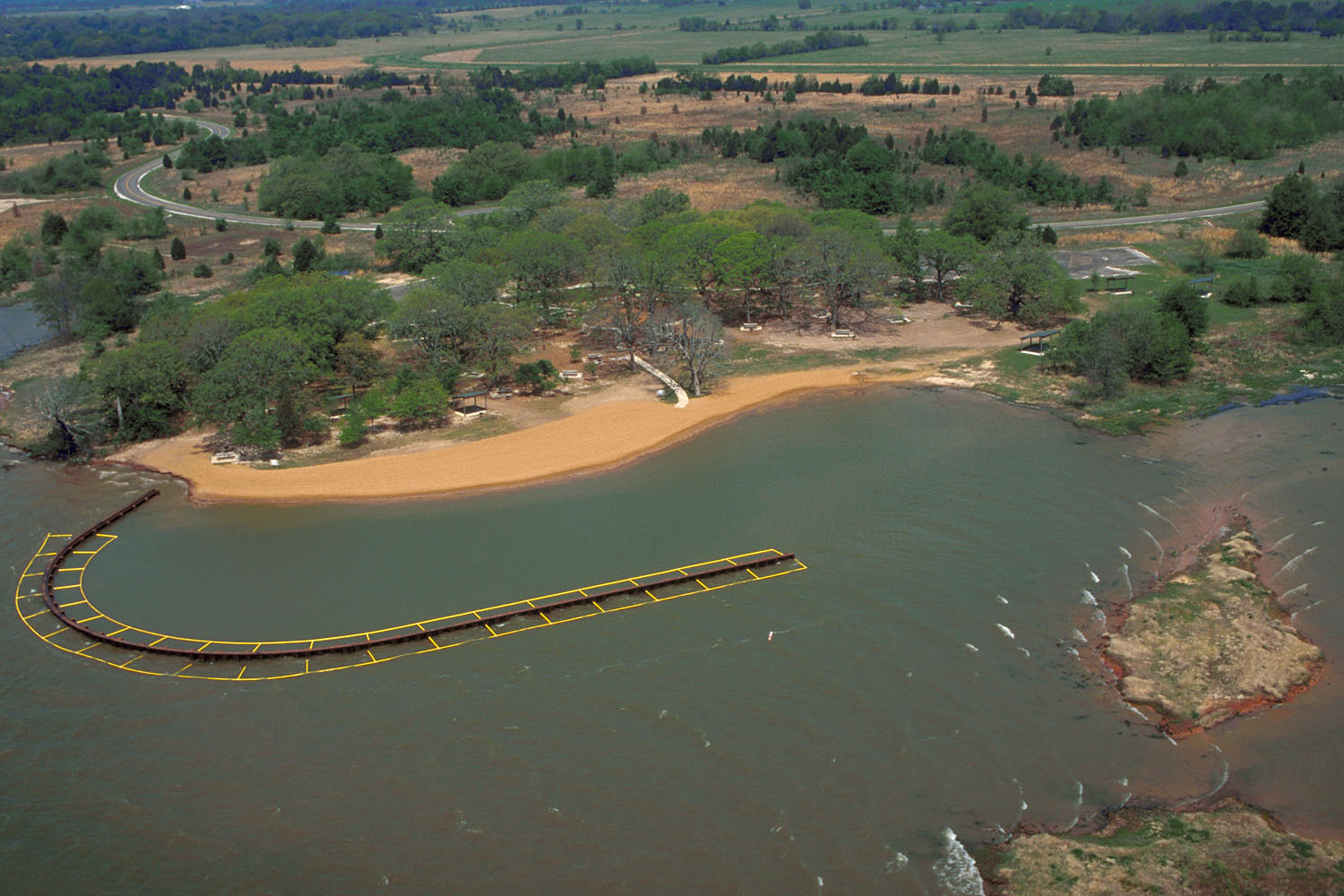
Área de natação no Parque Estadual Lago Cooper.

| - Lipantitlan State Historic Site - Lost Creek Reservoir State Trailway - Lost Maples State Natural Area - Parque Estadual Lago Arrowhead - Parque Estadual Lago Bob Sandlin - Parque Estadual Lago Brownwood - Parque Estadual Lago Caddo - Parque Estadual Lago Casa Blanca International - Parque Estadual Lago Cooper - Parque Estadual Lago Cidade do Colorado - Parque Estadual Lago Corpus Christi - Parque Estadual Lago Fairfield | - Parque Estadual Lago Inks - Parque Estadual Lago Livingston - Parque Estadual Lago Martin Creek - Parque Estadual Lago Mineral Wells e Trailway - Parque Estadual Lago Ray Roberts - Parque Estadual Lago Sheldon - Parque Estadual Lago Tawakoni - Parque Estadual Lago Texana - Parque Estadual Lago Whitney - Parque Estadual Lockhart - Parque Estadual Lyndon B. Johnson e Historic Site |

## M

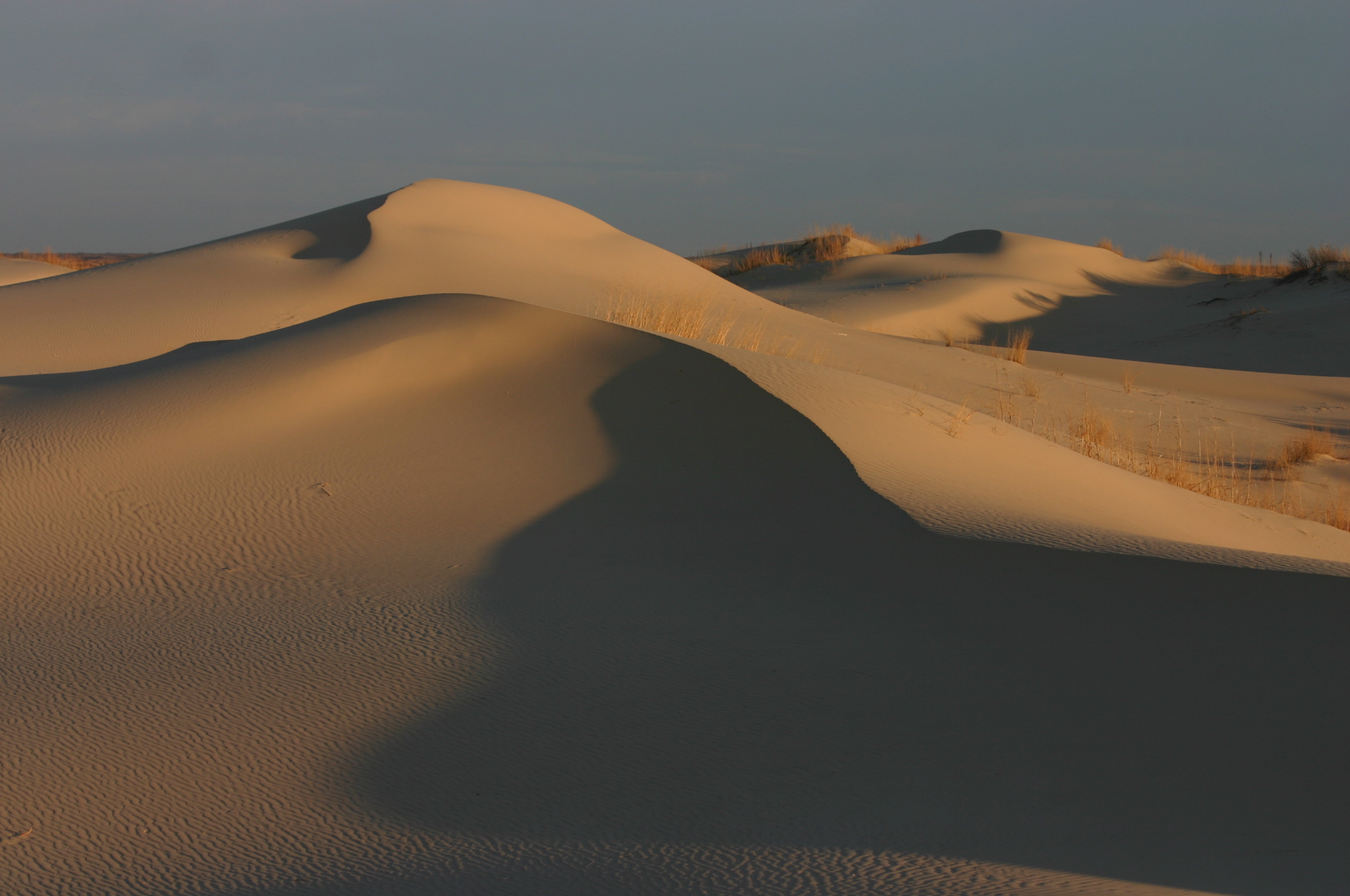
Dunas ao nascer do sol no Parque Estadual Monahans Sandhills.

| - Mission Espíritu Santo State Historic Site - Mission Rosario State Historic Site - Monument Hill State Historic Site - Parque Estadual Martin Dies, Jr. - Parque Estadual Matagorda Island - Parque Estadual McKinney Falls | - Parque Estadual Meridian - Parque Estadual Mission Tejas - Parque Estadual Monahans Sandhills - Parque Estadual Mother Neff - Parque Estadual Mustang Island |

## N
Sem registro.

## O
Sem registro.

## P
- Parque Estadual Palmetto
- Parque Estadual Pedernales Falls
- Parque Estadual Possum Kingdom
- Parque Estadual Purtis Creek

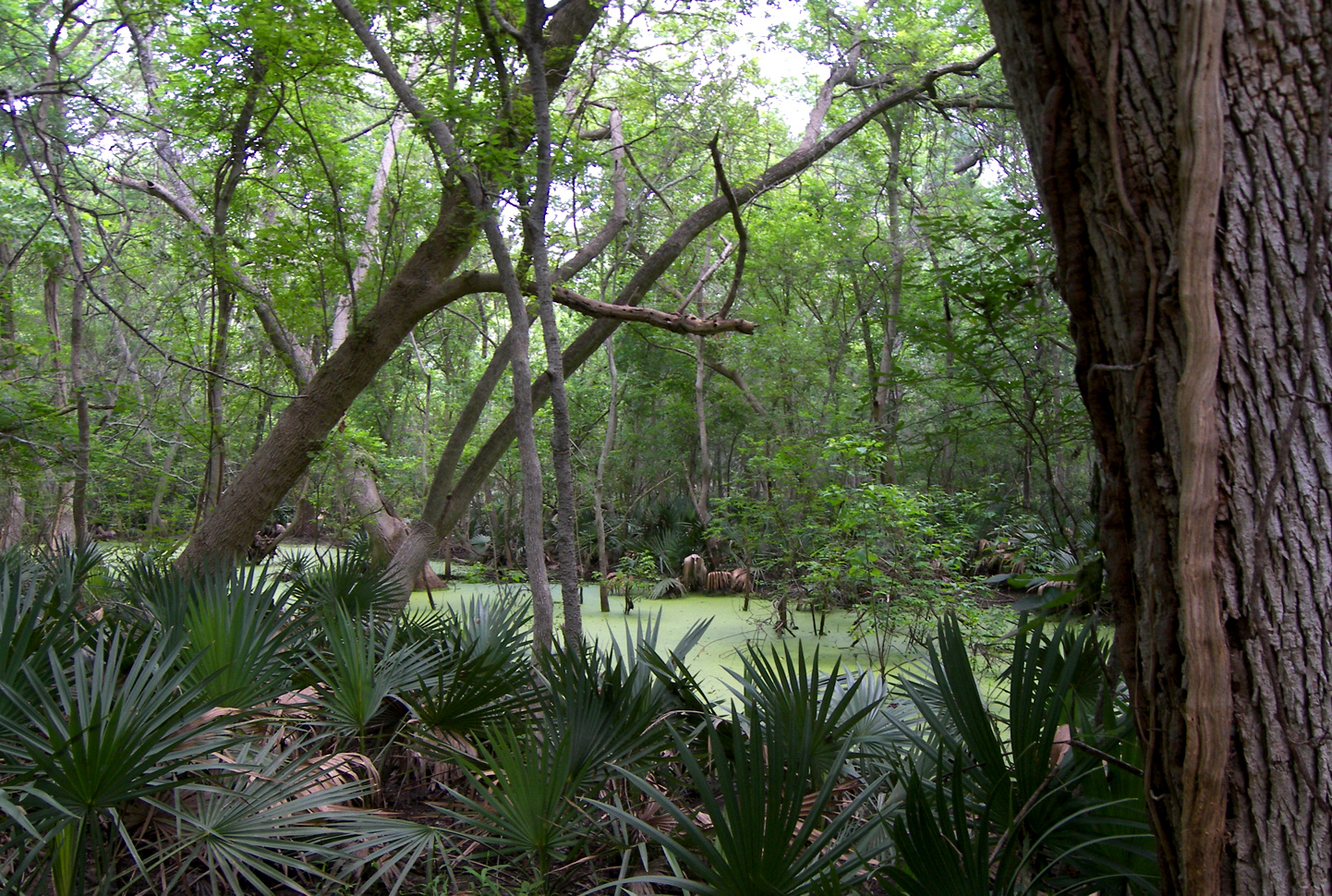
Um dos pântanos do Parque Estadual Palmetto.

- Port Isabel Lighthouse State Historic Site - operado pela cidade de Port Isabel

## Q
Sem registro.

## R
- Parque Estadual Resaca de la Palma
- Parque Estadual Rio Guadalupe
- Parque Estadual Rio South Llano

## S
- Parque Estadual San Angelo
- Parque Estadual Sea Rim
- Parque Estadual Stephen F. Austin
- San Jacinto Battleground State Historic Site
- Sebastopol House State Historic Site

## T
- Parque Estadual Tyler

## U
Sem registro.

## V
- Parque Estadual Village Creek

## W
- Parque Estadual Walter Umphrey - operado pelo Condado de Jefferson
- Washington-on-the-Brazos State Historic Site
- Wyler Aerial Tramway

## X
Sem registro.

## Y
Sem registro.

## Z
- Zaragosa Birthplace State Historic Site